# پندرسکی ۲۱۰۵۹
سیارک ۲۱۰۵۹ (به انگلیسی: 21059 Penderecki، نامگذاری:1991GR10) بیست و یک هزار و پنجاه و نهمین سیارک کشف شده‌است که در ۹ آوریل ۱۹۹۱ کشف شد.
قدر مطلق سیارک برابر ۱۳٫۹۰ است.